# ニコ・ギーセルマン
ニコ・ギーセルマン（Niko Gießelmann、1991年9月26日 - ）はドイツのサッカー選手。ポジションはDF。1.FCウニオン・ベルリン所属。

## 経歴
2013年夏、ブンデス2部のSpVggグロイター・フュルトに3年契約で加入した。
2017年6月、フォルトゥナ・デュッセルドルフと3年契約を結ぶ。33試合に出場し、同シーズンのデュッセルドルフの1部昇格に貢献した。
2020年7月8日、1.FCウニオン・ベルリンと契約した。